# Aspilota capitata
Aspilota capitata är en stekelart som beskrevs av Fischer 1969. Aspilota capitata ingår i släktet Aspilota och familjen bracksteklar. Inga underarter finns listade.